# Energy & Fuels
Energy & Fuels (usualmente abreviada como Energy Fuels) es una revista científica revisada por iguales, publicada desde 1987 por la American Chemical Society y dedicada a divulgar artículos de investigación en todas las áreas de la química de las fuentes de energía no-nuclear.  Energy & Fuels está actualmente indexada y se pueden ver resúmenes de sus artículos en: CAS, SCOPUS, EBSCOhost, British Library, Thomson-Gale y Web of Science
Recoge estudios teóricos y experimentales sobre formación, exploración, y producción de combustibles fósiles; las propiedades y estructura o composición molecular de los combustibles en crudo y refinados; la química que interviene en el procesado y utilización de los combustibles; las células de combustible y sus aplicaciones; y las técnicas analíticas e instrumentales utilizadas en las investigaciones de las áreas precedentes.
El actual editor-jefe es Michael T. Klein. En 2008 alcanzó un factor de impacto ISI de 2,056 con más de 7000 citas, lo que la convertía en una de las principales revistas de su categoría.